# Rooms Katholieke Combinatie Waalwijk 2013-2014
Questa voce raccoglie le informazioni riguardanti il Rooms Katholieke Combinatie Waalwijk nelle competizioni ufficiali della stagione 2013-2014.

## Rosa
| N. |                        | Ruolo | Calciatore           |
| -- | ---------------------- | ----- | -------------------- |
| 1  | Rep. Ceca (bandiera)   | P     | Jan Šeda             |
| 2  | Belgio (bandiera)      | D     | Kenny van Hoevelen   |
| 3  | Belgio (bandiera)      | D     | Jonas Ivens          |
| 4  | Paesi Bassi (bandiera) | D     | Frank van Mosselveld |
| 5  | Francia (bandiera)     | D     | Rémy Amieux          |
| 6  | Paesi Bassi (bandiera) | C     | Peter Jungschläger   |
| 8  | Marocco (bandiera)     | C     | Imad Najah           |
| 9  | Lussemburgo (bandiera) | A     | Aurélien Joachim     |
| 10 | Paesi Bassi (bandiera) | C     | Robert Braber        |
| 11 | Paesi Bassi (bandiera) | A     | Mart Lieder          |
| 15 | Senegal (bandiera)     | C     | Mickaël Tavares      |
| 16 | Paesi Bassi (bandiera) | C     | Rodney Sneijder      |
| 17 | Paesi Bassi (bandiera) | C     | Sander Duits         |
| 18 | Francia (bandiera)     | A     | Jean-David Beauguel  |
| 19 | Danimarca (bandiera)   | A     | Dennis Rommedahl     |

| N. |                        | Ruolo | Calciatore       |
| -- | ---------------------- | ----- | ---------------- |
| 21 | Paesi Bassi (bandiera) | C     | Kenny Anderson   |
| 22 | Paesi Bassi (bandiera) | D     | Mitch Apau       |
| 23 | Paesi Bassi (bandiera) | A     | Damiano Schet    |
| 24 | Paesi Bassi (bandiera) | P     | Arjan van Dijk   |
| 25 | Paesi Bassi (bandiera) | P     | Nils den Hartog  |
| 28 | Paesi Bassi (bandiera) | D     | Thomas Huijben   |
| 29 | Paesi Bassi (bandiera) | D     | Michael Lamey    |
| 32 | Paesi Bassi (bandiera) | D     | Ingo van Weert   |
| 33 | Paesi Bassi (bandiera) | C     | Desley Ubbink    |
| 34 | Paesi Bassi (bandiera) | C     | Hafid Salhi      |
| 35 | Paesi Bassi (bandiera) | C     | Jesse Wielinga   |
| 36 | Paesi Bassi (bandiera) | A     | Jos Peltzer      |
| 39 | Paesi Bassi (bandiera) | A     | Anthony Biekman  |
| 43 | Paesi Bassi (bandiera) | C     | Evander Sno      |
| 45 | Paesi Bassi (bandiera) | C     | Daniël de Ridder |